# Macandrevia africana
Macandrevia africana is een soort in de taxonomische indeling van de armpotigen (Brachiopoda). 
Het dier behoort tot het geslacht Macandrevia en behoort tot de familie Zeilleriidae. De wetenschappelijke naam van de soort werd voor het eerst geldig gepubliceerd in 1975 voor het eerst wetenschappelijk door Cooper.